# 결승전
결승전(決勝戰)은 각종 경기에서 우승을 결정하기 위해 실시되는 경기이다. 일반적으로 결승전 종료 후, 시상식 및 폐회식이 이루어지는 경우가 많다.
토너먼트 방식 하에서의 결승전은 보통 4강전 승리팀간의 경기로 이루어진다. 따라서 결승전을 통해서 우승팀과 준우승팀이 가려지게 된다. 결승전에서 승리한 팀은 우승팀 패배한 팀은 준우승팀이 된다. 육상이나, 수영처럼 한 경기에 많은 선수가 출전하는 종목은 이와 달리 결승전을 통해서 선수들의 순위가 결정된다. 

## 같이 보기
- 플레이오프
- 선수권 대회